# Courcelles-lès-Lens
Courcelles-lès-Lens település Franciaországban, Pas-de-Calais megyében. Lakosainak száma 8015 fő (2022. január 1.). Courcelles-lès-Lens Évin-Malmaison, Leforest, Noyelles-Godault, Auby, Esquerchin és Flers-en-Escrebieux községekkel határos.

## Népesség
A település népességének változása:
| Lakosok száma | 6604 | 7462 | 7670 | 7774 | 7918 | 8104 | 8166 | 8213 | 8015 |
|               | 2013 | 2015 | 2016 | 2017 | 2018 | 2019 | 2020 | 2021 | 2022 |